# Vachsj (stad)
Vachsj (Tadzjieks: Вахш) is een jamoat (rurale gemeente) in het zuidwesten van Tadzjikistan in het district Sarband van de provincie Chatlon. Het ligt ongeveer 100 kilometer van de hoofdstad Doesjanbe.
Het ligt in het dal van de gelijknamige rivier Vachsj in de provincie Chatlon. Het aantal inwoners bedroeg in 2014 rond de 13.800; in 2016 (schatting) 14.400.

## Geografie
De meest nabije grotere stad is de provinciehoofdstad Bochtar, ongeveer 15 km naar het noorden. Naar het zuidwesten ligt op ongeveer 20 km afstand de vestiging Kolchozobod. Naar Sarband (tot 1996 Kalininobod geheten) in het noordoosten is het ook ongeveer 20 km. De afstand tot de Vachsjrivier bedraagt zowel naar het westen als naar het noorden (bij Sarband) ook 20 km. De ruim 20 km brede vallei van de Vachsjrivier is agrarisch gebied. De stad is bestuurlijk centrum van het gelijknamige district.

## Geschiedenis
De plaats verkreeg in 1937 de status gorodskoje poselenieje (stedelijke vestiging) onder de naam Vachschstroi (Russisch: Вахшстрой), „Vachsj-Bouw“. De naam had betrekking op het stelsel irrigatiekanalen dat werd aangelegd, uitgaande van een stuwmeer bij Sarband. De naam werd later afgekort tot de huidige vorm.

### Bevolkingsontwikkeling
| jaar | aantal inwoners |
| ---- | --------------- |
| 1939 | 1.499           |
| 1959 | 7.675           |
| 1970 | 9.016           |
| 1979 | 9.119           |
| 1989 | 10.587          |
| 2014 | 13.800          |
| 2016 | 14.400          |

Dzjamoats: Vachsj (Вахш) · Goelistan (Гулистан)